# Basananthe
Basananthe je rod iz porodice Passifloraceae, iz tribusa Passifloreae. Raširen je na području tropske i južne Afrike, Zambije, Bocvane, Malavija i Zimbabvea.
Jedina vrsta zabilježena van afričkog kontinenta je B. berberoides, i to u Jemenu. na području Hadramauta i Mahraha raste duž vadija i stjenovitih obronaka. Domovina ove vrste je središnja Somalija i istočna Etiopija.
U ovaj rod spadaju vrste:
1. Basananthe aciphylla Thulin
2. Basananthe apetala (Baker f.) J.J.de Wilde
3. Basananthe aristolochioides A.Robyns
4. Basananthe baumii (Harms) J.J.de Wilde
5. Basananthe berberoides (Chiov.) J.J.de Wilde
6. Basananthe botryoidea A.Robyns
7. Basananthe cupricola A.Robyns
8. Basananthe gossweileri (Hutch. & K.Pearce) J.J.de Wilde
9. Basananthe hanningtoniana (Mast.) J.J.de Wilde
10. Basananthe hederae de Wilde
11. Basananthe heterophylla Schinz
12. Basananthe hispidula J.J.de Wilde
13. Basananthe holmesii R.Fern. & A.Fern.
14. Basananthe kisimbae Malaisse & Bamps
15. Basananthe kottoensis J.J.de Wilde
16. Basananthe kundelunguensis A.Robyns
17. Basananthe lanceolata (Engl.) J.J.de Wilde
18. Basananthe littoralis Peyr.
19. Basananthe longifolia (Harms) R.Fern. & A.Fern.
20. Basananthe malaissei A.Robyns
21. Basananthe merolae Raimondo & Moggi
22. Basananthe nummularia Welw.
23. Basananthe papillosa (A.Fern. & R.Fern.) J.J.de Wilde
24. Basananthe parvifolia (Baker f.) J.J.de Wilde
25. Basananthe pedata (Baker f.) J.J.de Wille
26. Basananthe phaulantha (Dandy) J.J.de Wilde
27. Basananthe polygaloides (Hutch. & Pearce) J.J.de Wilde
28. Basananthe pseudostipulata J.J.de Wilde
29. Basananthe pubiflora J.J.de Wille
30. Basananthe reticulata (Baker f.) J.J.de Wilde
31. Basananthe sandersonii (Harv.) J.J.de Wilde
32. Basananthe scabrida A.Robyns
33. Basananthe scabrifolia (Dandy) J.J.de Wilde
34. Basananthe spinosa J.J.de Wilde
35. Basananthe subsessilicarpa J.B.Gillett ex Verdc.
36. Basananthe triloba (Bolus) J.J.de Wilde
37. Basananthe zanzibarica (Mast.) J.J.de Wilde

## Sinonimi
Sinonimi ovog roda su:
- Carania Chiov. GRIN v. 1.9.7.1 ga klasificira kao sinonim.[4][5]
- Tryphostemma Harv.. GRIN v. 1.9.7.1 ga klasificira kao sinonim.[5][6] a neki drugi botanički izvori još uvijek ga drže posebnim rodom.[7][8]

## Vanjske poveznice
- Ur. J. H. Ross. Ur. odbor: B. de Winter, D. J. B. Killick, G. A. Leistner i J. H. Ross. 1976. Flora of Southern Africa, which deals with the Republic of South Africa, Lesotho, Swaziland and South West Africa. Volume 22. Botanical Research Institute, Department of Agricultural Technical Services, Pretoria. str. 120–123. ISBN 0 621 02870 3CS1 održavanje: više imena: authors list (link)